# Musikåret 1952

## Händelser
- 26 januari – Den svenska bandyspelaren Gösta "Snoddas" Nordgren gör succé med låten Flottarkärlek i det svenska radioprogrammet Karusellen [1]. Skivan säljs i en kvarts miljon exemplar på ett halvår [2].
- 8 april - Nicolai Geddas operadebut, Kungliga Operan, som '"Chapelou'" i Webers Postiljonen från Lonjumeau.
- 30 april – Hugo Alfvéns Symfoni nr 5 uruppförs under ledning av Carl Caraguly. Omedelbart efter framförandet började tonsättaren omarbeta verket.
- 9 augusti – 11-åriga Ingeborg Nyberg från Sundsvall gör succé som sångare i svenska radioprogrammet Skansenkväll [1].

### Utan datum
- Ivo Malec tonsätter 10 tankas ur ett opublicerat manus av Radovan Ivšić till ett sammanhängande verk kallat Radovanove pjesme. Mot slutet av sitt liv beskriver Malec detta som sitt första självständiga verk.

## Priser och utmärkelser
- Medaljen för tonkonstens främjande – Carl-Allan Moberg

## Årets album
- Billie Holiday – Billie Holiday Sings

## Årets singlar och hitlåtar
Vänligen sortera soloartister på efternamn, musikgrupper på förstabokstaven (utan engelskans "The" och "A")
- Jimmy Boyd – I Saw Mommy Kissing Santa Claus
- Nat King Cole – Walkin' My Baby Back Home [3]
- Lars Lönndahl – Ett vänligt litet ord
- Gösta Nordgren – Flottarkärlek

## Födda
- 16 januari – Pär Lindgren, svensk tonsättare.
- 20 januari – Paul Stanley, amerikansk rockmusiker, medlem i KISS.
- 18 februari – Efva Attling, svensk fotomodell, musiker och smyckesdesigner.
- 23 februari – Brad Whitford, amerikansk musiker, gitarrist i Aerosmith.
- 25 februari – Tomas Ledin, svensk sångare.
- 13 mars – Wolfgang Rihm, tysk tonsättare.
- 15 mars – Howard Devoto, brittisk sångare i Magazine.
- 20 mars – Birgitta Svendén, svensk operasångare (alt/mezzosopran).
- 4 april – Gary Moore, brittisk musiker, gitarrist.
- 7 maj – Nils-Erik Sparf, svensk violinist och violast.
- 10 maj – Kikki Danielsson, svensk country- och dansbandssångare.
- 14 maj – David Byrne, amerikansk sångare och låtskrivare, Talking Heads etc.
- 19 maj – Grace Jones, fotomodell, sångare och skådespelare.
- 5 juni – Nicko McBrain, trummis i Iron Maiden.
- 21 juni – Judith Bingham, brittisk tonsättare och sångare (mezzosopran).
- 22 juni – Stefan Parkman, svensk dirigent och professor i kördirigering.
- 29 juni – Bengt Krantz, svensk skådespelare och operasångare.
- 16 juli – Stewart Copeland, amerikansk trummis och kompositör av bland annat filmmusik.
- 17 juli – David Hasselhoff, amerikansk skådespelare, sångare, producent och regissör.
- 2 augusti – Vladimir Dikanski, svensk skådespelare och kompositör.
- 5 augusti – Vinnie Vincent, amerikansk hårdrocksgitarrist, mest känd för sina år i KISS.
- 10 augusti – Thomas Annmo, svensk skådespelare och sångare (tenor).
- 18 september – Dee Dee Ramone, amerikansk musiker, basist i The Ramones.
- 19 september – Nile Rodgers, amerikansk musiker, kompositör, gitarrist och musikproducent.
- 9 oktober – Sharon Osbourne, amerikansk skådespelare, programledare, sångare och manager för Ozzy Osbourne.
- 14 oktober – Kaija Saariaho, finländsk tonsättare.
- 30 november – Mandy Patinkin, amerikansk skådespelare och sångare.
- 8 december – Hans Gefors, svensk tonsättare.
- 25 december – Desireless, fransk sångare.

## Avlidna
- 25 januari – Märta Ekström, 52, svensk skådespelare och sångare.
- 23 mars – Margit Rosengren, 51, svensk operettsångare (sopran), skådespelare.
- 5 juni – Gustaf Bergman, 71, svensk skådespelare, teaterchef, manusförfattare och operaregissör.
- 28 december – Fletcher Henderson, 55, amerikansk pianist, orkesterledare, arrangör och kompositör.

### Fotnoter
1. 1 2  20:e århundrades När Var Hur - 1952, Bernt Himmelstedt, Forum, 1999
2. ↑  Hundra år i Sverige - 1952, Hans Dahlberg, Albert Bonniers, 1999
3. ↑  ”Låtar du trodde var svenska”. Arkiverad från originalet den 26 oktober 2013. https://web.archive.org/web/20131026075436/http://gotiskaklubben.wordpress.com/2013/09/22/latar-du-trodde-var-svenska/. Läst 22 mars 2011.